# António Juliasse Ferreira Sandramo
António Juliasse Ferreira Sandramo (Soalpo, 20 de março de 1968 ) é um prelado moçambicano da Igreja Católica, atual bispo de Pemba.

## Biografia
Depois dos estudos primários em Chiongo, secundários  no Centro Educacional de Amatongas e Escola Secundária Samora Machel em Chimoio, frequentou o Seminário Propedêutico do Bom Pastor da Beira (1988-1989), o Seminário Filosófico Interdiocesano de Santo Agostinho de Matola (1990-1992) e o Seminário Teológico Interdiocesano de São Pio X de Maputo (1993-1996). Foi ordenado Sacerdote  no dia 28 de junho de 1998 na Paróquia de São Paulo e São Jerónimo da Soalpo.
Após a ordenação  trabalhou como sacerdote na Paróquia de Nossa Senhora Rainha do Mundo em Dombe (1998-2002), prestou assistência pastoral à  Paróquia de Nossa Senhora das Relíquias de Sussundenga (1999-2000; 2002).  Foi  coordenador da Comissão Diocesana para a Liturgia; entre 2001 e 2003, foi coordenador da Comissão Diocesana para a Juventude; entre 2002 e 2005, administrador da Paróquia de São Pedro e São Paulo em Marera e Membro da direção do Centro Polivalente de Formação da Diocese de Chimoio de Marera. Foi também co-fundador de três associações sem fins lucrativos: a Kubatsirana - para a prevenção e ajuda no campo de  HIV/SIDA; Cadeia de Solidariedade - para a ajuda a jovens em situação de pobreza e abandono e ASPICO - Associação de Psicólogos Clínicos para assistência da saúde mental ás comunidades. 
Em 2005, realiza seus estudos em Portugal, para a licenciatura em Teologia Dogmática na Universidade Católica Portuguesa, licenciatura em Antropologia na Universidade Nova de Lisboa e mestrado em Estudos Africanos no Instituto Universitário de Lisboa, concluídos em 2009. De volta a Moçambique, entre 2010 e 2014 foi o pároco de São Paulo e São Jerônimo na Soalpo, diretor do Secretariado Diocesano de Pastoral e, desde 2010, foi o decano dos Padres Diocesanos da Diocese de Chimoio. Foi pároco da catedral (2014-2018), vigário episcopal da zona central, membro do Conselho Presbiteral diocesano, além de Secretário da Conferência Episcopal da Comissão Episcopal da Cultura e professor de Antropologia da Universidade Católica de Moçambique. Em 2018 foi indicado pelo bispo diocesano para organizar a primeira jornada nacional da juventude em Moçambique (I JNJ) que tomou lugar no mês de Junho do mesmo ano na província de Manica.
Em 7 de dezembro de 2018, foi nomeado pelo Papa Francisco como bispo auxiliar de Arquidiocese de Maputo e bispo titular de Arsenária , tendo sido consagrado bispo no dia 17 de fevereiro de 2019, na Catedral de Chimoio, por Dom Francisco Chimoio, O.F.M. Cap., arcebispo de Maputo, coadjuvado por Dom Francisco João Silota, M. Afr., bispo emérito de Chimoio e por Dom Lúcio Andrice Muandula, bispo de Xai-Xai e presidente da Conferência Episcopal de Moçambique.  Em 2019, logo após a sua sagração episcopal, foi nomeado presidente da equipa organizadora da visita Apostólica do Papa Francisco a Moçambique que veio a acontecer nos dias 4 a 6 de setembro do mesmo ano.  Ainda no ano 2019 foi eleito membro do Conselho Permanente da IMBISA por ocasião da XII Assembleia Plenária desta organização dos bispos católicos da região da Africa austral, realizada em Mumemo, em Maputo. Foi reeleito para a mesma função na XIII Assembleia Plenária da IMBISA em Windhoek em 2022.  [carece de fontes?]
Com a transferência do Bispo Luiz Fernando Lisboa foi nomeado, em 11 de fevereiro de 2021, como administrador apostólico da Diocese de Pemba,. Em 8 de março de 2022, foi nomeado pelo Papa Francisco como Bispo de Pemba.